# Алексієвка (Новокузнецький район)
Алексі́євка (рос. Алексеевка) — селище у складі Новокузнецького району Кемеровської області, Росія. Входить до складу Загорського сільського поселення.
Стара назва — Алексієвський.

## Населення
Населення — 38 осіб (2010; 63 у 2002).
Національний склад (станом на 2002 рік):
- росіяни — 94 %